# Comunidad

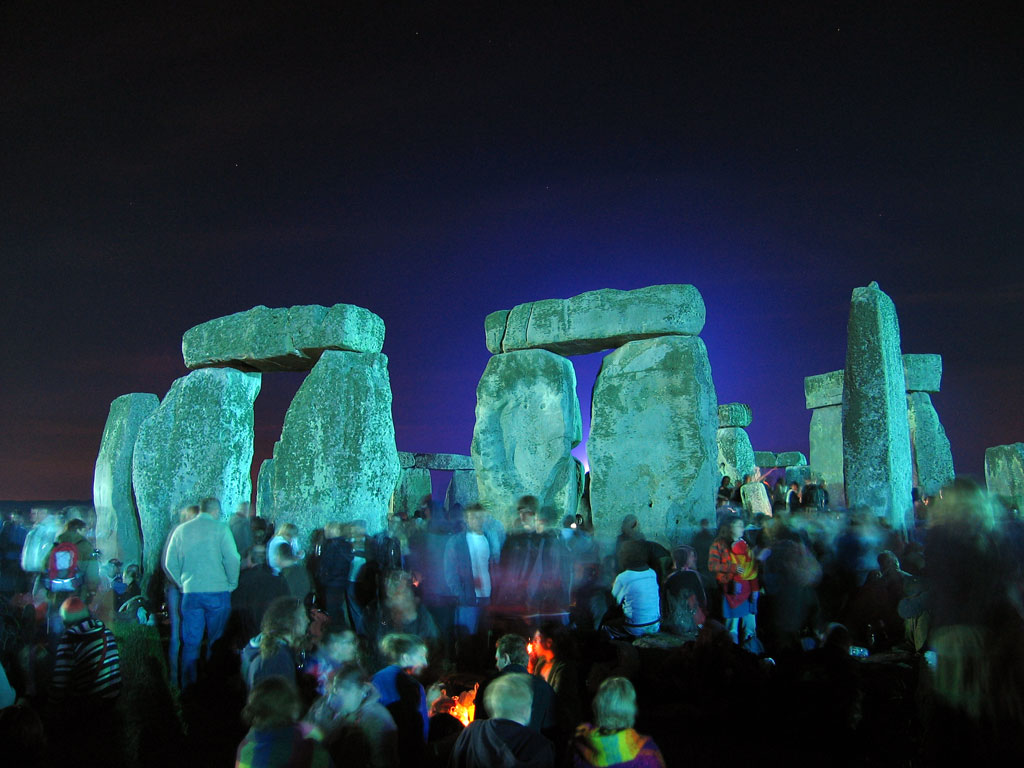
Un ejemplo de comunidad de intereses fue Stonehenge, en Inglaterra.

Una comunidad es un grupo de seres humanos que tienen ciertos elementos en común, tales como el idioma, costumbres, valores, tareas, visión del mundo,  ubicación geográfica (un barrio, por ejemplo), estatus social o roles.  
Por lo general, en una comunidad se crea una identidad común, mediante la diferenciación de otros grupos o comunidades (generalmente por signos o las acciones), que es compartida y elaborada por sus integrantes mediante la socialización. Generalmente, una comunidad se une bajo la necesidad o mejora de un objetivo en común, como puede ser el bien común; si bien esto no es algo necesario, basta una identidad común para conformar una comunidad sin la necesidad de un objetivo específico. Según Yi-Fu Tuan, la comunidad vecinal compuesta por los habitantes de una población nace de dos sentimientos integradores: la topofilia, que es el vínculo que une a las personas con un lugar geográfico y el civitio, que es el sentimiento de pertenencia a un grupo con el que se comparte una identidad común.
En términos de administración o de división territorial, una comunidad puede considerarse una entidad singular de población, una mancomunidad, un suburbio, etc. 
También se llama comunidad a cualquier conjunto de seres vivos como, animales o plantas,  que comparten ciertos elementos.

## Perspectivas de diversas disciplinas

### Arqueología
Estudios arqueológicos de las comunidades sociales utilizan el término «comunidad» de dos maneras, paralelamente al uso en otras áreas. La primera es una definición informal de comunidad como un lugar donde la gente solía vivir. En este sentido, es sinónimo del concepto de asentamiento antiguo, ya sea una aldea, pueblo o ciudad. La segunda acepción se asemeja al uso del término en otras ciencias sociales: una comunidad es un grupo de personas que viven cerca unas de otras y que interactúan socialmente. La interacción social a pequeña escala puede ser difícil de identificar con datos arqueológicos. La mayoría de las reconstrucciones de comunidades sociales realizadas por arqueólogos se basan en el principio de que la interacción social en el pasado estaba condicionada por la distancia física. Por lo tanto, es probable que un pequeño asentamiento aldeano constituyera una comunidad social y que las subdivisiones espaciales de las ciudades y otros grandes asentamientos formaran comunidades. La Arqueólogos suelen utilizar similitudes en la cultura material-desde tipos de casas hasta estilos de cerámica- para reconstruir las comunidades del pasado. Este método de clasificación se basa en el supuesto de que las personas o los hogares compartirán más similitudes en los tipos y estilos de sus bienes materiales con otros miembros de una comunidad social que con los forasteros.

### Sociología
En el campo de la sociología, una comunidad se conceptualiza como un grupo de individuos que comparten características geográficas, sociales o culturales comunes y están unidos por un sentido de pertenencia e interdependencia mutua. Va más allá de la mera proximidad para abarcar una identidad compartida, valores y un sentido de responsabilidad colectiva. Las comunidades pueden ser formales o informales y abarcar desde pequeños barrios muy unidos hasta grandes sociedades complejas. La sociología hace hincapié en el papel de la comunidad a la hora de conformar la identidad de los individuos, proporcionar apoyo social e influir en las pautas de interacción social. Las estructuras comunitarias desempeñan un papel crucial en la transmisión de normas culturales, la formación de redes sociales y el desarrollo de instituciones sociales, contribuyendo significativamente al tejido social y a la dinámica de las sociedades a diversas escalas.

### Ecología
En ecología, una comunidad es un conjunto de poblaciones -potencialmente de diferentes especies- que interactúan entre sí. La ecología de comunidades es la rama de la ecología que estudia las interacciones entre especies. Considera cómo tales interacciones, junto con las interacciones entre las especies y el abiótico medio ambiente, afectan a la estructura social y la riqueza de especies, la diversidad y los patrones de abundancia. Las especies interactúan de tres maneras: competencia, depredación y mutualismo:
- La competencia suele ser doblemente negativa, es decir, ambas especies pierden en la interacción.
- La depredación implica una situación en la que una especie gana y la otra pierde.
- En el mutualismo se ve que ambas especies cooperan de algún modo y ambas ganan.

Los dos tipos principales de comunidades ecológicas son las comunidades mayores, que se autoabastecen y autorregulan (como un bosque o un lago), y las comunidades menores, que dependen de otras comunidades (como los hongos que descomponen un tronco) y son los componentes básicos de las comunidades mayores. Además, podemos establecer otras subdivisiones no taxonómicas de las biocenosis, como cofradías.

Un ejemplo simplificado de una comunidad. Una comunidad incluye muchas poblaciones y cómo interactúan entre sí. Este ejemplo muestra la interacción entre la cebra y el arbusto, y entre el león y la cebra, así como entre el pájaro y los organismos junto al agua, como los gusanos

.

### Semántica
El concepto de «comunidad» suele tener una connotación semántica positiva, explotada retóricamente por políticos populistas y por anunciantes
promover sentimientos y asociaciones de bienestar mutuo, felicidad y unión-orientándose hacia una comunidad utópica casi realizable.
Por el contrario, el término epidemiológico «transmisión comunitaria» puede tener implicaciones negativas, y en lugar de una «comunidad criminal» a menudo se habla de un «submundo criminal» o de la «fraternidad criminal».

## Comunidad y utopía
Las utopías suelen ser teorías o credos alrededor del concepto de comunidad como asociación voluntaria cuyo fin es el bien común y con relaciones de tipo igualitarias. Hay muchos ejemplos y mucha literatura sobre ambos temas 'comunidad' y 'utopía', pero no necesariamente ambos términos están unidos. Por ejemplo una 'comuna' es una comunidad y una utopía, el libro de Tomás Moro Utopía es una utopía y una 'misión' es una comunidad.
La creación práctica de un sistema de vida con personas que viven juntas no es una casualidad sino una necesidad para subsistir en el logro de objetivos comunes, otra característica es que debe ser autosuficiente en medios de producción y en algunos casos en capacidad de defensa. Es un grupo autárquico. Probablemente debe incluir muy poca gente para poderles controlar dentro del territorio. Seguramente el nivel de cambio social no será muy grande. La interdependencia muy necesaria. El sistema social será muy obvio y predecible. Los valores pudieran ser opresivos. La especialidad productiva será básica para poder sobrevivir, habrá muchos bienes que no puedan ser suplidos por la comunidad y deberán de adquirirse desde fuera de ella. El tipo de gobernabilidad sería de asamblea y democrático. Tendría un nivel de servicios mínimo para poder dedicar el mayor número de recursos a la actividad principal y el número de personas (o familias) que lo componen, probablemente como máximo de unos pocos cientos.
Ejemplos de comunidades utópicas o comunas fueron las creadas por socialistas utópicos como Charles Fourier, Robert Owen, Étienne Cabet y otros en los Estados Unidos durante el siglo XIX.
El antropólogo español Javier León ha dedicado un amplio estudio en su tesis doctoral sobre Comunidades Utópicas de todos los tiempos. Véase su libro "Apoyo Mutuo y Cooperación en las Comunidades Utópicas".

## Otros usos (Communitas)
Communitas es un sustantivo en latín que refiere a una comunidad no estructurada en la cual la gente se encuentra en igualdad de términos y en donde existe un alto grado de sentimiento de comunidad. Es frecuentemente utilizado como préstamo lingüístico en antropología cultural y en las ciencias sociales.
Communitas es un intenso espíritu de comunidad, un sentimiento de gran igualdad social y proximidad. Communitas es característica de las personas que experimentan liminalidad juntas. Este término es usado para distinguir la modalidad de las relaciones interpersonales de un área de la vida en comunidad.
Existe más de una distinción entre estructura y communitas. La más familiar resulta ser la diferencia entre secular y sagrado. Cada posición social tiene algo sagrado acerca de ella. Este componente sagrado es adquirido durante el rito de paso, a través del cambio de posiciones. Parte de esta gracia sagrada se logra a través de la humildad transitoria aprendida en estas etapas, esto permite a las personas alcanzar una posición más alta.
Communitas es un punto agudo de comunidad, capaz de llevarla al siguiente nivel y que permite compartir una experiencia común, usualmente a través del rito de paso. Esto lleva a todos sus miembros a un estado de equidad.

### Tipos según autores
Turner distingue entre:
- Communitas existencial o espontánea, la experiencia personal y transitoria de unidad.
- Communitas normativa: Communitas organizada en un sistema social permanente.
- Communitas ideológica: aplicada a varios modelos sociales utópicos.

Communitas como concepto fue utilizado por Victor Turner en su estudio sobre rituales, y ha sido recientemente criticado por varios antropólogos. Ver John Eade & Michael J. Sallnow Contesting the Sacred (1991).

## Desarrollo comunitario
El desarrollo comunitario a menudo se asocia con el trabajo comunitario o la planificación comunitaria, y puede involucrar a partes interesadas, fundaciones, gobiernos o entidades contratantes, incluidas organizaciones no gubernamentales (ONG), universidades o agencias gubernamentales para mejorar el bienestar social de los locales, regionales y, a veces, comunidad nacional. Los esfuerzos de base, llamados creación de comunidades u organización comunitaria, buscan empoderar a individuos y grupos de personas brindándoles las habilidades que necesitan para afectar el cambio en sus comunidades. Estas habilidades a menudo ayudan a construir poder político a través de la formación de grandes grupos sociales que trabajan en una agenda común. Los profesionales del desarrollo comunitario deben comprender las posibilidades de trabajar con individuos y cómo influir en las posiciones de las comunidades dentro del contexto de instituciones sociales más amplias. Los administradores públicos, por el contrario, necesitan comprender el desarrollo comunitario en el contexto del desarrollo rural y urbano, el desarrollo económico y de la vivienda, y el desarrollo comunitario, organizativo y empresarial.
En la intersección entre el desarrollo comunitario y la construcción de la comunidad hay numerosos programas y organizaciones con herramientas de desarrollo comunitario. Un ejemplo de esto es el programa del Instituto para el Desarrollo Comunitario basado en la propiedad de la Universidad Northwestern. El Instituto pone a disposición herramientas para evaluar los activos de la comunidad y establecer conexiones entre grupos sin fines de lucro y otras organizaciones que pueden ayudar a construir la comunidad. El instituto se enfoca en ayudar a las comunidades a desarrollarse mediante la "movilización de los activos del medio ambiente", construyendo de adentro hacia afuera, no de afuera hacia adentro. En el campo de la discapacidad, la construcción de la comunidad prevaleció en las décadas de 1980 y 1990 con raíces en los enfoques de John McKnight.